# آن بورن
آن بورن (بالإنجليزية: Anne Born)‏ (9 يوليو 1924، لندن في المملكة المتحدة - 27 يوليو 2011)؛ مترجمة، مؤرخة، كاتِبة وشاعرة بريطانية. درست في جامعة كوبنهاغن.